# Winthemia queenslandica
Winthemia queenslandica là một loài ruồi trong họ Tachinidae.